# Nino Crisman
Nino Crisman (eigentlich Ettore Krisman; * 27. Oktober 1911 in Triest; † 15. November 1983 in Rom) war ein italienischer Schauspieler und Filmproduzent.

## Leben
Crisman studierte Wirtschaftswissenschaften und war Offizier an der Accademia Navale, bevor er seinen Lebensmittelpunkt nach Rom verlegte und sich am Centro Sperimentale di Cinematografia für Schauspielkurse einschrieb. Sein Diplom erhielt er 1938. Im Jahr darauf debütierte er als Kinoschauspieler in einer kleinen Rolle bei Mario Camerini und wurde bereits in seinem zweiten Film, Mario Soldatis Dora Nelson, prominenter besetzt. Als meist durchtriebener Gegner des Helden fand er bald eine Nische in seinen Produktionen bis 1943. Nach einer Unterbrechung aus Kriegs- und Nachkriegsgründen – auf der Bühne des Theaters der Universität Rom in Komödien von Francesco Pasinetti und Vitaliano Brancati aktiv – konnte er diese Karriere noch drei weitere Jahre fortsetzen. Gleich zu Anfang der 1950er Jahre wechselte er jedoch hauptsächlich hinter die Kamera und war als Aufnahmeleiter etlicher, auch internationaler, Produktionen aktiv. Ende des Jahrzehntes wechselte er als ausführender Produzent zur „Napoleon Film“, wo er kommerzielle Ware ohne besondere Meriten oder Schwächen fertigen ließ. Bis auf wenige Ausnahmen nicht mehr als Darsteller zu sehen, arbeitete Crisman von 1972 bis kurz vor seinem Tode als Geschäftsführer der „Castoro Film“.
Crisman war lange Zeit mit Elena Zareschi liiert. Er heiratete die Miss Italien 1946, Rossana Martini, mit der er auch einige Filme produzierte.

## Filmografie (Auswahl)
- 1939: Alarm im Warenhaus (Grandi magazzini)
- 1940: Skandal um Dora (Dora Nelson)
- 1940: Kampf um den Alcazar (L'assedio dell'Alcazar)
- 1951: Io sono il Capataz
- 1954: Angela, die Teufelin (Angela)
- 1957: Dem Satan ins Gesicht gespuckt (Le Feu aux poudres)
- 1957: Der schwarze Teufel (Il diavolo nero)
- 1965: El Greco (El Greco)
- 1965: Spione unter sich (Guerre secrète)
- 1973: Le guerriere dal seno nudo